# Montmédy
Montmédy je francouzská obec v departementu Meuse v regionu Grand Est. V roce 2013 zde žilo 2 255 obyvatel. Je centrem kantonu Montmédy.

## Poloha
Sousední obce jsou: Avioth, Bazeilles-sur-Othain, Han-lès-Juvigny, Iré-le-Sec, Juvigny-sur-Loison, Thonnelle, Thonne-la-Long, Thonne-les-Près, Verneuil-Grand, Verneuil-Petit, Vigneul-sous-Montmédy a Villécloye.

## Vývoj počtu obyvatel
Počet obyvatel 